# Svenska Radioaktiebolaget

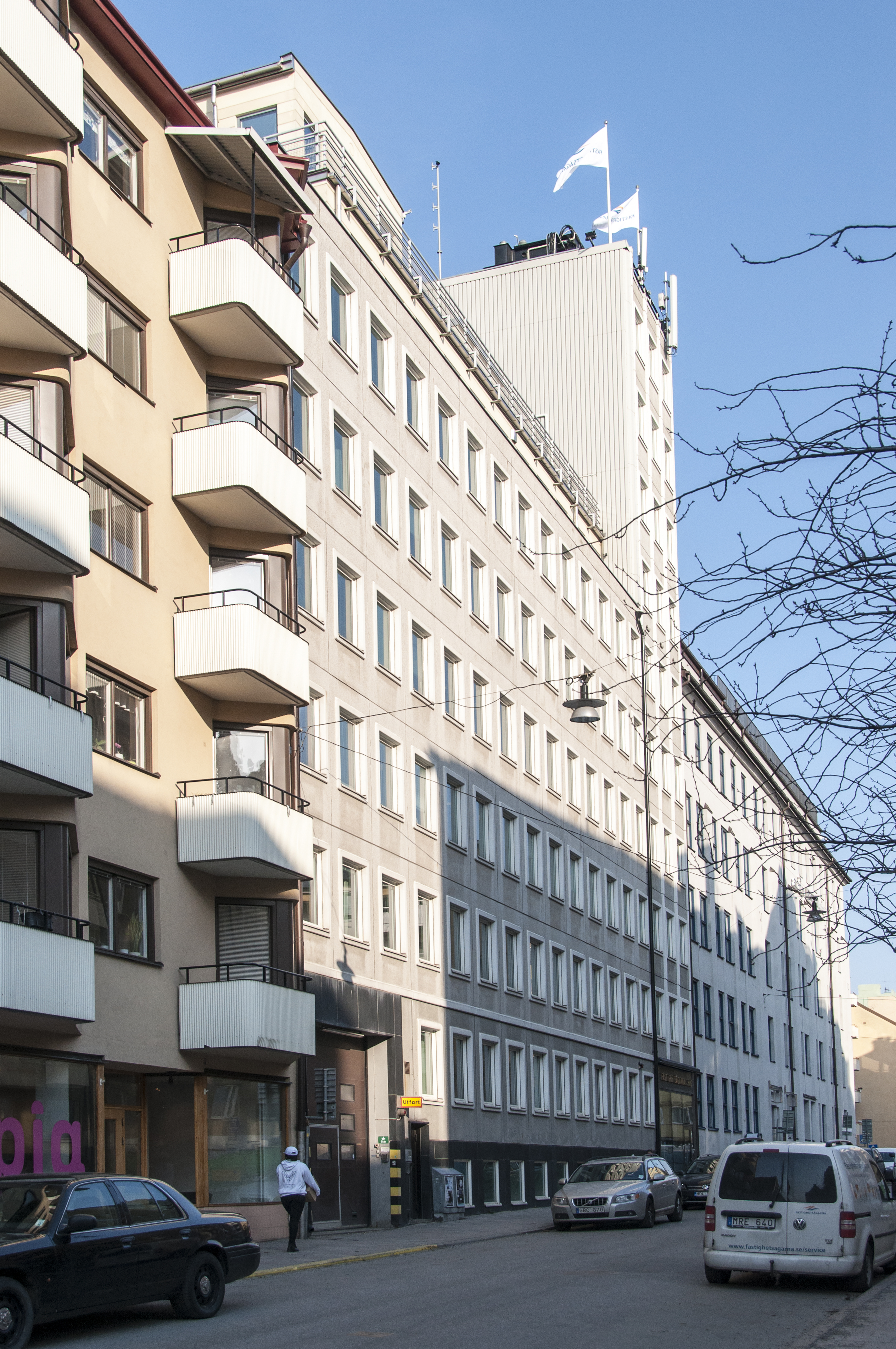
Tidigare huvudkontoret på Alströmergatan i Stockholm

Svenska Radioaktiebolaget (SRA), Stockholm, var ett svenskt företag inom radioteknik som spelade en nationell pionjärroll inom många aspekter av radio. Företaget grundades 1919 och existerade under namnet SRA (1976 blev namnet SRA Communications) till den 1 januari 1983 då det blev ett helägt dotterbolag till Ericsson under namnet Ericsson Radio Systems AB.

## Radio

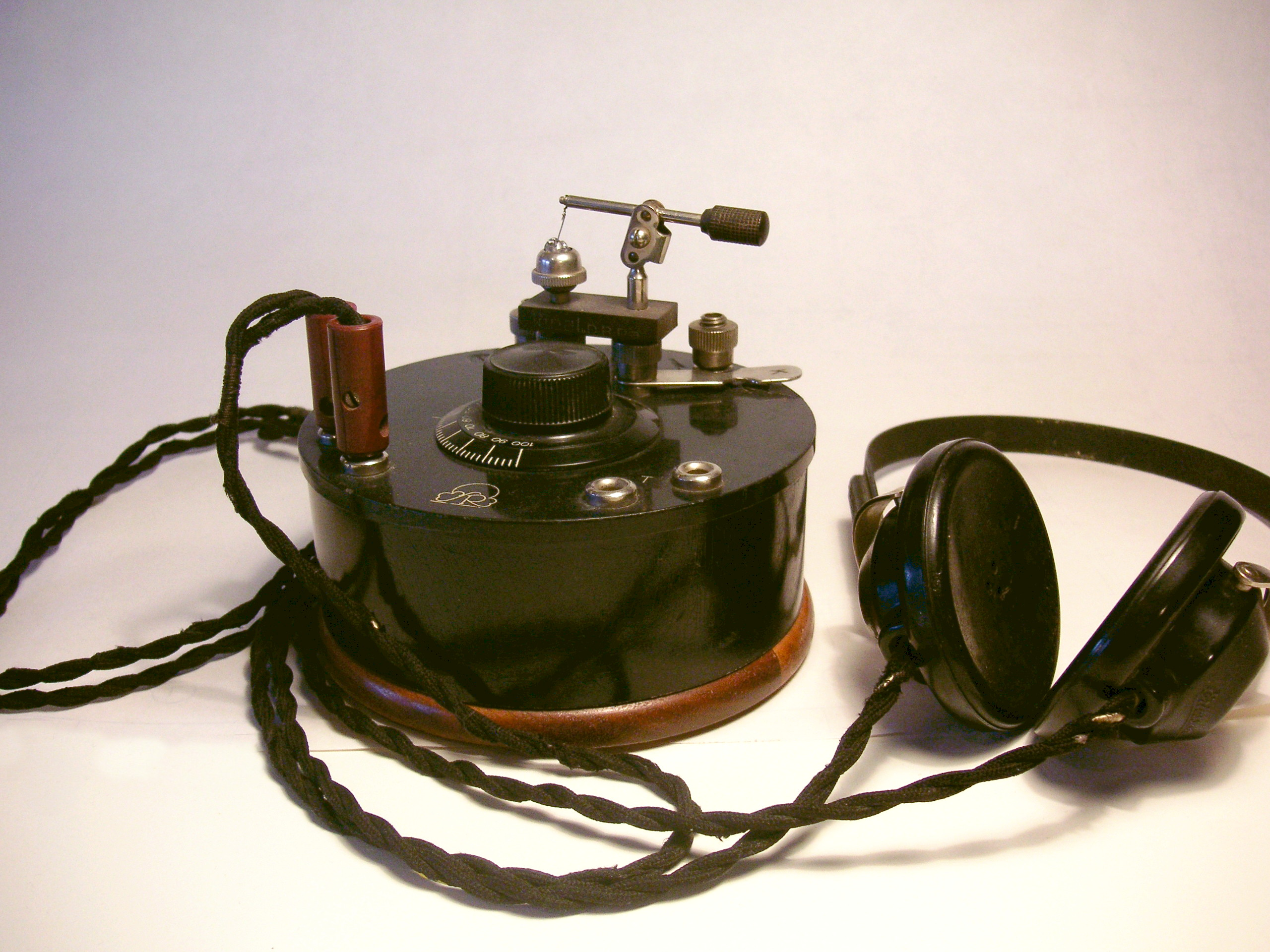
Kristallmottagare Radiola M, tillverkat av Svenska Radioaktiebolaget 1922.

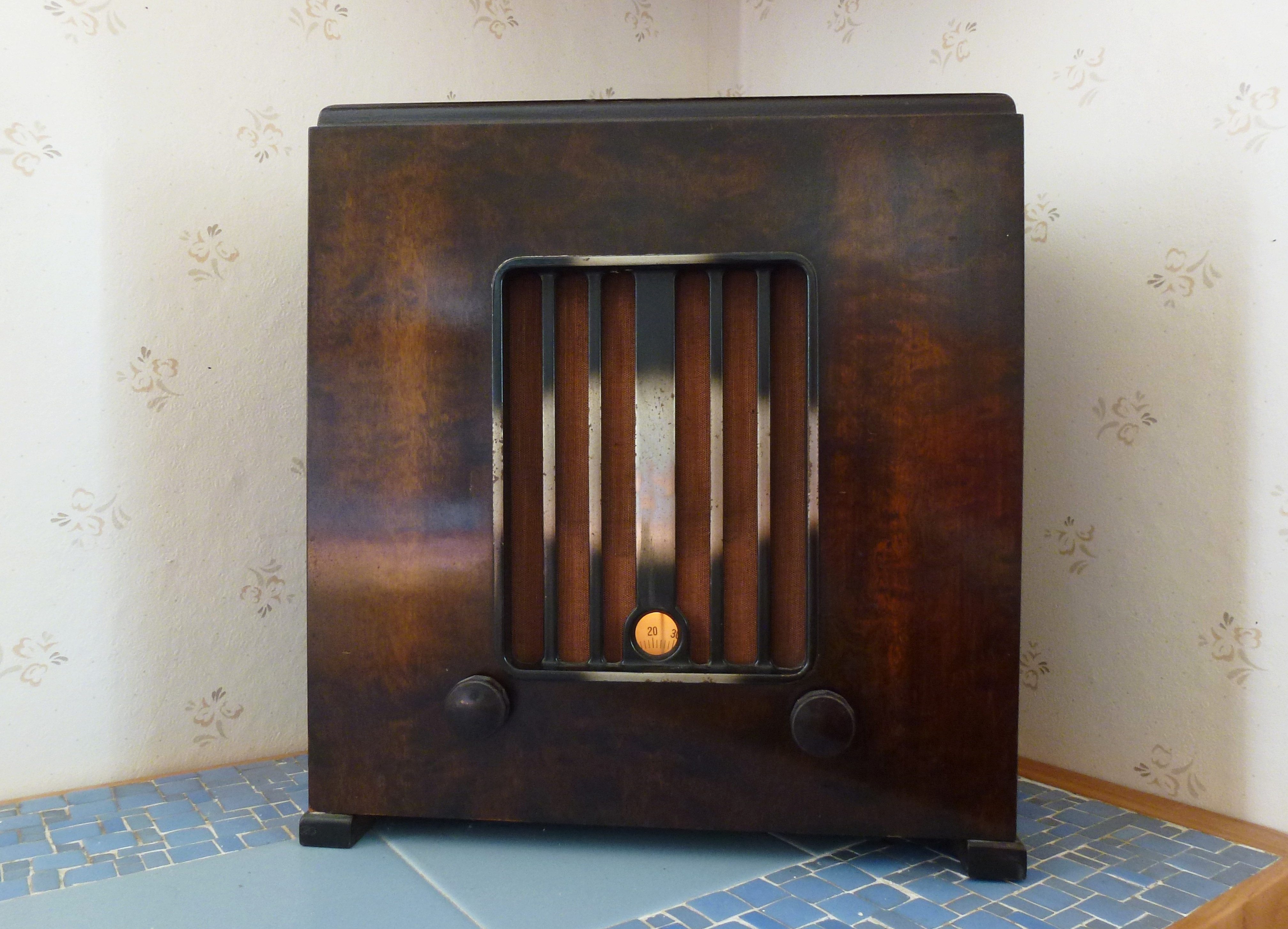
Radiola rörradio av typ Radiola 342V, produktionstid 1934/1935.

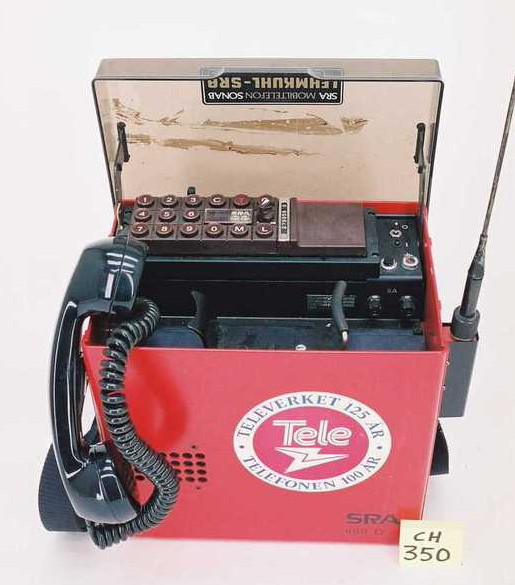
En tidig mobiltelefon, SRA 600D från Svenska Radioaktiebolaget

Svenska Radioaktiebolaget bildades i september 1919 av fem svenska företag med intresse för den då nya radiotekniken (inklusive AGA, ASEA och L.M. Ericsson) för att bedriva experiment och utveckling inom området. Verksamheten ändrades dock till att även omfatta tillverkning, vilket ledde till problem på grund av de internationella företagens patentskydd på området. SRA rekonstruerades därför 1921, då Marconi gick in som delägare med 43%, vilket också ledde till att SRA kunde använda patentskyddad teknik från Marconi.
Den tidiga verksamheten under 1920-talet omfattade såväl utrustning för radiotelegrafi som för rundradio.
SRA:s första radiomottagare lanserades 1922 och var en tvårörsmodell som i likhet med andra radiomottagare vid denna tid krävde hörlurar för att avlyssnas. Senare, förbättrade modeller såldes under varumärket Radiola. SRA bedrev också egna rundradiosändningar i försöksskala (två timmar per dag) från maj 1923 fram till hösten 1924 innan denna verksamhet reglerats statligt via företaget Radiotjänst och radiolicenser på radioinnehav. Hösten 1927 ändrades ägarförhållanden så att L.M. Ericsson blev majoritetsägare genom att ta över aktierna från tidigare svenska ägare, medan Marconi kvarstod som minoritetsägare med knappt hälften av aktierna.
Den första Radiolamodellen med inbyggd högtalare lanserades 1928, och den första bärbara Radiolan 1939, även om framgångarna för denna typ av radio först kom från 1946. På 1950-talet tillkom radiogrammofoner och 1958 den första transistorradion.

## TV
SRA-experiment med TV-sändningar skedde redan 1935, och den första TV-mottagaren från Radiola lanserades 1954, två år innan Radiotjänst inledde sina TV-sändningar. På 1950-talet tillverkades bland annat även högtalare och förstärkare, radiosändare och -mottagare för kommersiellt och militärt bruk, radarutrustning, apparater för interurbantelefoni och -telegrafi samt instrument för ekolodning.

## Kommunikationsradio
Under 1960-talet kom huvudägaren Ericsson fram till att SRA borde koncentrera sig på kommunikationsradio, snarare än att tillverka radio- och TV-mottagare. Den senare verksamheten och varumärket Radiola såldes därför till AGA (AGA-Baltic) 1964.
Från 1944 tillverkade SRA mobilradioutrustning och inom området polisradioutrustning konkurrerade man bland annat med AGA. 1978 köpte SRA Sonab Communications som bildats 1974 genom sammanslagning av Sonab med AGA:s radioverksamhet. Sonabs utvecklingsenhet och fabrik var lokaliserad till Gävle.

## Mobiltelefoni

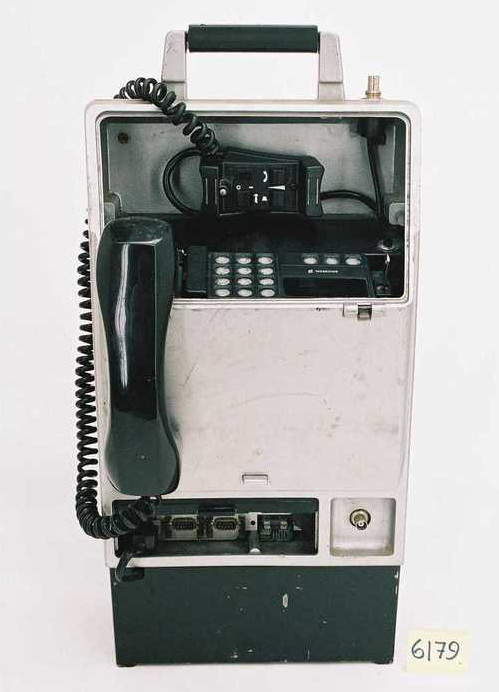
Ericsson Roadcom C600P

Den utveckling som ledde fram till Ericsson som ett ledande företag inom mobiltelefoni började inom Sonab Communications och fortsatte inom SRA, först genom deltagande i utvecklingsarbetet av MTA-systemet från 1956, MTB-systemet under 1960-talet där SRA tillverkade egna radiostationer, samt MTD-systemen och NMT-systemet under 1970-talet, och genom att AXE-växlarna kopplades ihop med radioteknik. Inom ramen för denna utveckling köpte SRA under 1970- och 1980-talen flera andra företag. 1976 blev namnet SRA Communications. För MTD-systemet utvecklades terminalen C-500.
År 1977 bildade Ericsson tillsammans med Philips ett samriskbolag för att lämna in en gemensam offert till Saudiarabiens statliga telebolag Saudi Tel huvudsakligen för att bygga ett nytt fast telefonnät baserat på AXE-växeln, men ett underkontrakt kom att omfatta utveckling av ett mobiltelefonnät med 8000 terminaler. NMT 450 passade händelsevis bra även i Saudiarbien eftersom den frekvensen var ledig. Mobiltelefonerna Roadcom C600M (mobile, för bilmontering) och Roadcom C600P (portable, bärbar) och utvecklades och började säljas i både Sverige och Saudiarbien. Vissa av de Saudiarbiska lyxmodellerna var guldpläterade. År 1984 sålde Ericsson även ett NMT-system till Malaysia, och SRA Communications fick tillverka terminalerna även för detta system.
1983-01-01 blev företaget helägt av Ericsson under namnet Ericsson Radio Systems AB. Hösten 1983 skapade företaget genom ett initiativ från Nils Hörjel, landshövding i Malmöhus län och tillika styrelseledamot i SRA, ett The Ericsson Mobile Telephone Laboratory i den nyinvigda företagsbyn Ideon i Lund, och all utvecklingsverksamhet för mobiltelefoniterminaler (telefoner) flyttades dit. Den terminalutvecklingsavdelning som tidigare funnits i Gävle lades ner, och ingen av den ursprungliga skaran utvecklare antog erbjudandet att flytta med till Lund.

## Flygtrafikledning
När Ericsson köpte Datasaab den 1 januari 1981 överfördes Interactive Data Systems (IDS), den del av företaget som hade sitt ursprung i Standard Radio & Telefon och sedan Stansaab till SRA. Denna del av SRA fortsatte att använda varumärket Datasaab och fick fullfölja leveranserna av det Sovjetiska flygtrafikledningssystemet TERCAS och betala böterna till USA på grund av den så kallade Datasaabaffären.
Integrationen av IDS i SRA kom att kännetecknas av konflikter och maktkamp. Tekniskt innebar utvecklingen en del utmaningar: Ericsson hade en egen dator, Ericsson APN 167 som användes i vissa telefonväxlar, och flygledningssystemen skulle nu använda denna. Under 1982-85 byttes den tekniska plattformen till APN 167 och denna fick då produktnamnet Censor 916 i linje med traditionen att kalla flygtrafiksystemens centrala processor för Censor. En ny bildskärm med namnet DS8600 och upplösningen 4000x4000 punkter utvecklades. Flera experiment med att flytta funktionerna till Unix inleddes också.
Flygledningssystemen fortsatte att utvecklas som en del av Ericsson Radio Systems efter att SRA gått upp helt i Ericsson år 1983. År 1988 samlades dock all militär Ericsson-verksamhet i bolaget Ericsson Radar Electronics som hade sitt ursprung i division M i Mölndal. Efter en utdragen strid om ett kontrakt med staten om nya stridsledningssystem (StriC) under slutet av 1980-talet slogs stridledningssystemen från Ericsson Radar Systems (där flygtrafikverksamheten ingick) samman med Philips Elektronikindustrier AB och överfördes till det nya bolaget Bofors Electronics AB i Järfälla. Bofors Electronics AB omorganiserades den 1 juli 1991 till NobelTech AB. Under 1993 sålde Nobelgruppen denna versamhet till CelsiusTech. År 2000 förvärvades Celsius av Saab AB.

## Verkställande direktörer
- 1961–1977: Ivar Ahlgren
- 1977–(1988): Åke Lundqvist